# Dobro
 Ovo je glavno značenje pojma Dobro. Za druga značenja pogledajte Dobro (razdvojba).
Dobro je najveća moralna vrijednost. To je ljudska osobina koja odgovara biti čovjeka. Čovječnost je dužnost svakog pojedinca, uvjet dobrog života. To podrazumijeva suradnju s drugim ljudima, dijalog, ljubav i dostojanstvo osobe.
Razlikujemo dobro u sebi i korisno dobro. Dobro u sebi ne zavisi od drugog bića, nema vanjsku svrhu, nema za cilj neku korist ili interes. To je čisto dobro. Kada govorimo o dobru u sebi, mislimo na vrijednost, vrlinu, ono čemu se teži, ideal dobra. Korisno dobro ima za svrhu neku korist, neki interes. Sva pojedinačna dobra teže da se približe najvišem dobru, i zbog toga je moguće stupnjevito mjerenje dobra, hijerarhija dobra (dobar-bolji-najbolji).
Dobro je tumačeno i s filozofskog i s religijskog aspekta. U kršćanskoj, židovskoj i islamskoj religiji najviše je dobro Bog. Sve velike religije poručuju dobra djela kao put do vrhunskog dobra. U svakoj monoteističkoj religiji nalazimo pravila, upute za ponašanje. Religija smatra da suštinu dobrog čovjeka čini ljubav prema Bogu i prema čovjeku. Dobro je jedan od centralnih etičkih, to jest, filozofskih pojmova. S tim u vezi je i dobro djelovanje koje nas približava vrhunskom dobru. Mnogi filozofi su se bavili pitanjem vrline i dobra. Sokrat je smatrao da se vrlina može naučiti, odnosno da je ona znanje. Tvrdio je da čovjek mora znati što je dobro (ideja dobra), da bi isto i činio. I Platon vidi dobro kao vrhovnu ideju prema kojoj svi teže. Prema njemu za dobru državu potrebne su četiri vrline: mudrost, pravednost, hrabrost i umjerenost. Aristotel ne govori o općoj ideji dobra nego o pojedinačnom dobru čovjeka. Za njega je najveća vrlina sredina između dviju krajnosti (zlatna sredina).
U etici je poznato hedonističko i utilitarističko shvaćanje dobra. Hedonizam ističe ugodu, osjećaj zadovoljstva, kao najveće dobro. Smatra da taj osjećaj upravlja našim životom i da sve što mislimo i činimo je usmjereno prema osjećaju ugode. J. S. Mill, predstavnik utilitarističkog shvaćanja, dobra smatra da nije važna količina ugode, nego kvaliteta, zbog toga je krajnji cilj korist (lat. utilis = koristan). Ovo gledište smatra da svako djelo procjenjujemo prema posljedicama, štetnosti i korisnosti, jer to dovodi do sreće pojedinca, a time i do sreće cijele zajednice. Ovakvo mišljenje izaziva dilemu: kada i koliko individualne koristi mogu biti i koristi društva?